# پلیموت سنتر (ماساچوست)
پلیموت سنتر (به انگلیسی: Plymouth Center) یک منطقهٔ مسکونی در ایالات متحده آمریکا است که در شهرستان پلیموث، ماساچوست واقع شده‌است. پلیموت سنتر ۱۰٫۱ کیلومتر مربع مساحت و ۷٬۴۹۴ نفر جمعیت دارد.